# Kah-Aniël
Kah-Aniël is het 34ste stripalbum uit de Thorgal-reeks, het  behoort samen met "de zwaardboot en "Scharlaken vuur" tot de cyclus "Aniël". . Het werd voor het eerst uitgegeven bij Le Lombard in 2013. Het album is getekend door Grzegorz Rosiński met scenario van Yves Sente.

## Het verhaal
Thorgal is nog steeds op zoek naar zijn zoon Aniël en reist met de zwaardboot de Rode Magiërs achterna naar Bag Dadh. Op zijn reis wordt hij vergezeld door Salouma, Petrov en Lehla. De mooie en mysterieuze Salouma vertelt Thorgal - als dank voor haar vrijkoping - over de beweegredenen van de Rode Magiërs, de geschiedenis van Bag Dadh en het tragische verhaal van kalief Ahmed Al Waloud, zijn geliefde Shirene en diens dienster Shazade. Onder tussen wordt Aniël ingewijd in de Rode Magie op zijn tocht naar het Rode Fort alwaar Kahaniël van Valnor reïncarneert in het lichaam van de jongen.